# Sean Biggerstaff
Sean Biggerstaff (Glasgow, 15 de março de 1983) é um ator escoses, mais conhecido por sua participação nos filmes de Harry Potter como Olívio Wood.

## Biografia
É o ator que interpretou Olívio Wood nos filmes Harry Potter e a Pedra Filosofal e Harry Potter e a Câmara Secreta, também fez uma participação especial em Harry Potter e as Relíquias da Morte: Parte 2.  
Atua desde os 7 anos e quando criança tinha paixão pelas músicas de Michael Jackson. 
Sean atualmente tem sido premiado e muito elogiado pela crítica por sua atuação no filme Cashback (que inicialmente era um curta, que inclusive concorreu ao Oscar). No filme, ele interpreta Ben, o protagonista.
Dentre seus outros trabalhos constam o filme Momento de Afeto (The Winter Guest), a série The Crow Road, a série Charles II: The Power & The Passion, peças de teatro como The Girl With The Red Hair e uma novela de rádio chamada Dr. Who (cuja versão para TV - da qual Sean não faz parte - é exibida no Brasil, pelo canal People+Arts).
Ele também pode ser visto em clips da banda escocesa de seus amigos de infância, Sluts of Trust.
É um grande fã de rock, toca guitarra e é vocalista em uma Banda chamada Jonny and The Robots. Tem uma irmã chamada Jenny, 17 anos mais nova que ele.
Seu trabalho mais recente é a produção da BB5 inglesa, "Consenting Adults", que inclusive lhe rendeu um BAFTA, um dos maiores prêmios de atuação britânicos. Ele interpreta Jeremy Wolfeden,  filho do protagonista na trama.
Seu trabalho mais atual é Hector & Himself, que começou a ser transmitido em 14 de fevereiro de 2014.

## Filmografia
- 2014 - Hector & Himself
- 2013 - Mary Queen of Scots
- 2011 - Harry Potter and the Deathly Hallows: Part 2  (Longa-metragem), Oliver Wood
- 2009 - Hippie Hippie Shake
- 2009 - Agatha Christie's Marple (TV Mini-Series)
- 2006 - Cashback  (Longa-metragem), Ben Willis
- 2004 - Cashback  (Curta-metragem), Ben Willis
- 2003 - Doctor Who: Shada (participações nalguns capítulos como Chris Parsons) (TV Mini-Series)
- 2003 - The Last King (TV Mini-Series)
- 2002 - Harry Potter e a Câmara Secreta  (Longa-metragem), Oliver Wood
- 2001 - Harry Potter e a Pedra Filosofal  (Longa-metragem), Oliver Wood
- 1997 - Momento de Afeto  (Longa-metragem)